# Lista chorążych reprezentacji Kenii na igrzyskach olimpijskich
Lista chorążych reprezentacji Kenii na igrzyskach olimpijskich – lista zawodników i zawodniczek reprezentacji Kenii, którzy podczas ceremonii otwarcia nowożytnych igrzysk olimpijskich nieśli flagę Kenii.

## Chronologiczna lista chorążych
| Lp. | Rok i miejsce        | Chorąży                | Dyscyplina            |
| --- | -------------------- | ---------------------- | --------------------- |
| 1   | 1956, Melbourne      | b.d.                   |                       |
| 2   | 1960, Rzym           | b.d.                   |                       |
| 3   | 1964, Tokio          | Seraphino Antao        | Lekkoatletyka         |
| 4   | 1968, Meksyk         | b.d.                   |                       |
| 5   | 1972, Monachium      | Kip Keino              | Lekkoatletyka         |
| 6   | 1984, Los Angeles    | James Omondi           | Boks                  |
| 7   | 1988, Seul           | b.d.                   |                       |
| 8   | 1992, Barcelona      | Patrick Sang           | Lekkoatletyka         |
| 9   | 1996, Atlanta        | Paul Tergat            | Lekkoatletyka         |
| 10  | 1998, Nagano         | Philip Boit            | Biegi narciarskie     |
| 11  | 2000, Sydney         | Kennedy Ochieng        | Lekkoatletyka         |
| 12  | 2002, Salt Lake City | Philip Boit            | Biegi narciarskie     |
| 13  | 2004, Ateny          | Violet Barasa          | Piłka siatkowa        |
| 14  | 2006, Turyn          | Philip Boit            | Biegi narciarskie     |
| 15  | 2008, Pekin          | Grace Kwamboka Momanyi |                       |
| 16  | 2012, Londyn         | Jason Dunford          | pływanie              |
| 17  | 2016, Rio            | Shehzana Anwar         | Łucznictwo            |
| 18  | 2018, Pjongczang     | Sabrina Simader        | Narciarstwo alpejskie |
| 19  | 2020, Tokio          | Mercy Moim             | Piłka siatkowa        |
| 19  | 2020, Tokio          | Andrew Amonde          | Rugby                 |